# Sociedad Argentina de Botánica
La Sociedad Argentina de Botánica (SAB) es una asociación civil argentina sin fines de lucro con domicilio legal en Buenos Aires y cuya comisión directiva funciona en el Museo de Ciencias Naturales de La Plata. Cuenta con más de 40 sedes en Argentina.
Fue fundada en la ciudad de La Plata el 21 de junio de 1945. Entre otras cosas, edita el Boletín de la Sociedad Argentina de Botánica desde 1945 y la publicación Folium, relato botánicos desde 2018. También organiza las Jornadas Argentinas de Botánica, así como la Reunión Argentina de Jóvenes Botánicos. Su actual presidente es la Dra. Mariana Andrea Grossi.
Sus propósitos son:
- Agrupar a los profesionales y aficionados a la Botánica.
- Fomentar el progreso de todas las ramas de esta ciencia.
- Editar trabajos de investigación botánica.
- Propender al mejoramiento de la enseñanza de la Botánica, en todos los niveles.
- Estimular la protección de la vegetación natural.
- Organizar y auspiciar reuniones científicas.
- Llevar a cabo excursiones botánicas.
- Contribuir a una mayor precisión de la terminología botánica.